# Vista Alegre do Prata

Municipio de Vista Alegre do Prata

Vista Alegre do Prata es un municipio brasileño del estado de Rio Grande do Sul.
Se encuentra ubicado a una latitud de 28º48'31" Sur y una longitud de 51º47'25" Oeste, estando a una altitud de 562 metros sobre el nivel del mar. Su población estimada para el año 2004 era de 1.533 habitantes.
Ocupa una superficie de 116,742 km².
- Datos: Q1754318
- Multimedia: Vista Alegre do Prata / Q1754318